# Wellingborough
Wellingborough es una ciudad del distrito de Wellingborough, condado de Northamptonshire (Inglaterra). Según el censo de 2011, Wellingborough tenía 49.128 habitantes y el municipio de Wellingborough 75.356 habitantes. Está listado en el Domesday Book como Wedlingeberie/Wendle(s)berie.